# 史前音乐

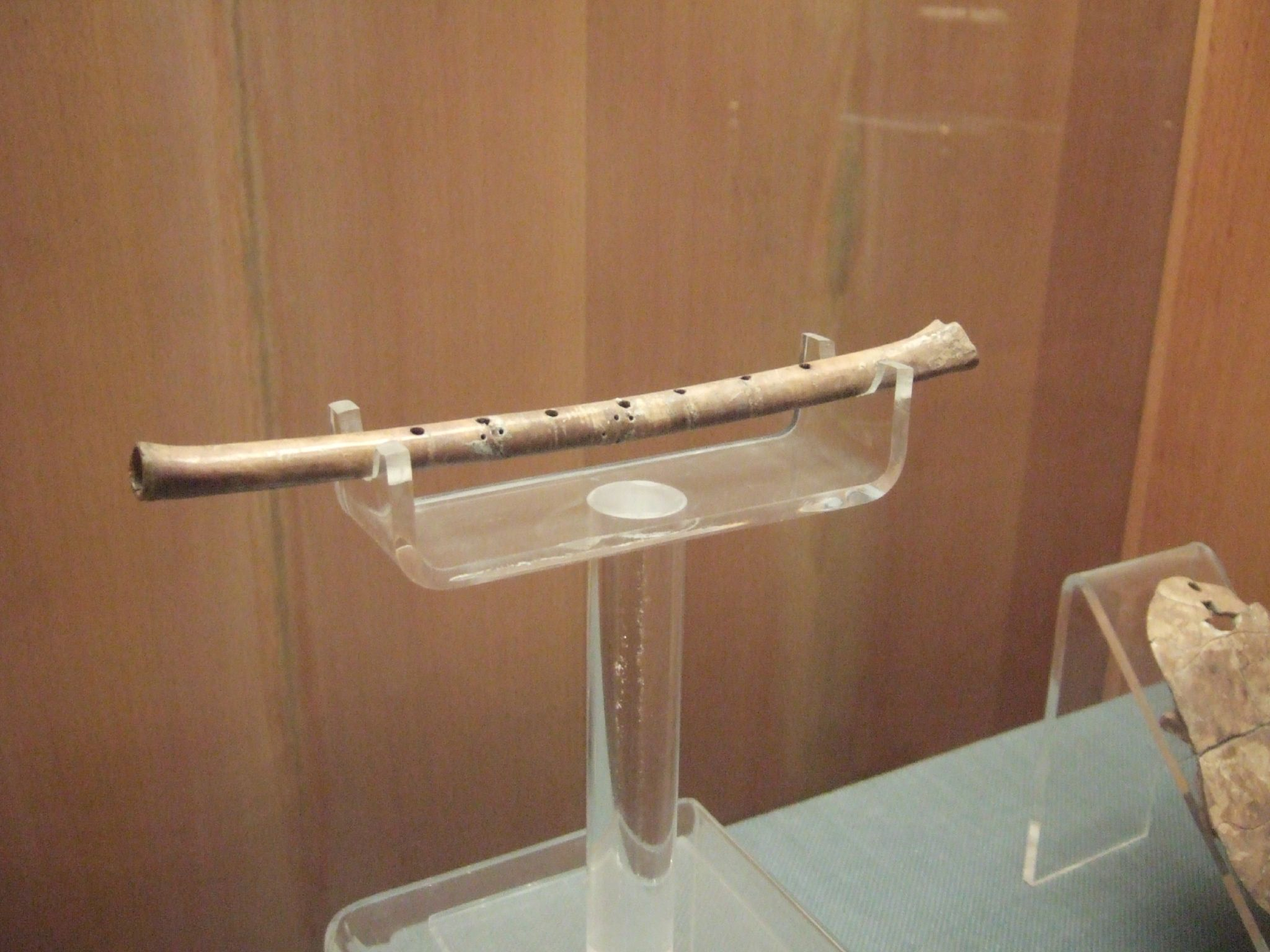
贾湖骨笛，距今约9000-7600年

史前音乐（也称为原始音乐）是音乐史中的一个术语，指的是在文字出现之前的人类文化（史前时期）中产生的所有音乐，它始于晚近地质时期。在世界大部分地区，史前音乐逐步被古代音乐所取代，但在一些孤立的地区它们仍持续存在。有时候，人们也将仍然存活的 "史前 "音乐称为民间、土著或传统音乐。在音乐考古学中，史前音乐是与其他时期的音乐一同研究的。
人们对旧石器时代的遗址考古表明，史前人类会使用雕刻和穿孔工具来制造乐器。考古学家曾发现来自旧石器时代的骨雕长笛，骨头上有被刺穿的孔洞。存在争议的 Divje 贝贝长笛似乎由一只洞熊的股骨雕刻而成，它被认为至少有4万年的历史。印度河流域文明考古遗址中发现了七孔长笛和各种类型的弦乐器，如 Ravanahatha。印度有着世界上最古老的音乐传统之一，在印度教经文《吠陀》中也有关于印度古典音乐（marga）的记载。人们在中国发现了已知最早和最多的史前乐器文物，它们的历史可以追溯到公元前7000至6600年。

## 起源
在史前时期，“音乐”一词的理解要比现在更为宽泛，正如许多文化中对其作出的定义，音乐不仅包含声音的协调，更包括舞蹈、宗教和祭祀仪式。其次，史前音乐的发生背景也是人们的关注重点，因为人类在史前时期作出的音乐可能无法在现代精确的还原，所以我们必须参考这些音乐的演出环境。在有些文化中，音乐表现出对自然的刻意模仿。在某些情况下，音乐还可能与萨满教的信仰与实践相关。音乐也可能作为娱乐（游戏）或实用的技能（例如在狩猎中引诱动物）。
人类最早使用的乐器可能是他们自己的身体部位，他们能够歌唱、嘀咕、吹口哨、咂嘴、咳嗽和打哈欠（参见达尔文在其《物种起源》中对音乐和语言的描述）。已知最早的尼安德特人舌骨距今大约6万年，它具有与现代人类舌骨一致的形态，这个时间要早于我们已知的任何旧石器时代的古老乐器。
音乐或许在旧石器时代前就已出现。对古人类的考古研究表明，当人类首次使用石器时，音乐就进入了这个世界。远古人类会用石头将种子和树根捣碎成粉，这个工作伴随着的有节奏的敲击声可能为人类带来了音乐节拍的灵感。早期的节奏和打击乐器可能是双手或石头，古人类可以通过拍手或者敲击石头来创造他们希望的节奏。旧石器时代中被认为是有明确的音乐目的的石器是骨笛或管子，目前已发现的旧石器时代乐器包括有人为穿刺痕迹的趾骨（通常认为这是个 “趾骨哨子”）、吼板和粗锉。不过，我们对于哪些旧石器工具可以被解释为乐器还存在一些模糊性。
音乐的另一个起源可能是母亲和婴儿之间的声音/姿态交流。这种交流形式会涉及到旋律、节奏和运动的模式，以及由这些模式附带的意义与意图，这与音乐行为很相似 。
米勒认为，音乐展示在求偶方面发挥着作用。基于可靠信号和差点理论的观点，米勒认为音乐和舞蹈作为一项耗费精力的活动，它们的目的是为了向潜在的配偶展示自身的身体和心理素质。在澳大利亚和非洲合作繁殖的鸣禽中，例如喜鹊或者白眉雀织鸟，它们的雌性和雄性个体会合作歌唱。

## 声学考古
声学考古是一种使用声学技术探究史前时期的人造声音、声景和乐器的方法。它包括对远古人类墓葬或是石阵周围的发声石、石板琴的研究，以及使用现代声学工具对史前乐器进行测试。这些工作包括对考古遗址的现场声学测试，以获取并分析这些区域的脉冲响应情况；对石板琴或 "石锣 "的声学测试；以及作为一种实验性的考古学方法，尝试对当地的声景进行重建。

## 非洲

### 埃及
在史前埃及，音乐和吟诵是巫术仪式中常用的手法。古埃及人认为是巴特女神创造了音乐，后来，对于巴特的崇拜逐渐和对哈索尔的崇拜融合到了一起，这两个神祗的形象都被描述为牛的模样。埃及人认为俄西里斯使用哈索尔的音乐来教化世界。猫首人身的女神芭丝特也被认为是音乐的化身。这一时期的埃及人注重音乐的节奏，他们认为音乐就是用来创造节奏的。人们将小贝壳当作口哨。在埃及王朝建立之前，由铃舌和笛子伴奏的葬礼圣歌是埃及宗教仪式的重要一部分。尽管缺乏物证，但有些专家推测，埃及古王国时期流行的端吹笛可能就起源于这一时间。

## 亚洲

### 中国
1986年，在河南贾湖出土了大量的骨笛，这些骨笛的历史可以追溯到公元前7000年。它们由鸟骨（丹顶鹤）制成，每个乐器上都带有6-9个孔洞。人们发现，直到今天这些乐器都还能吹奏。骨笛的音阶阶构具有清商音阶六声，也有可能是七声音阶具备的下征调音阶。

### 印度
印度的音乐传统也十分久远，在印度教经典《吠陀》中就有关于印度传统音乐 marga 的记载。考古学家在印度河流域文明遗址中发现了多种乐器，包括七孔笛以及一些弦乐器，例如印胡（Ravanahatha）。

## 澳洲

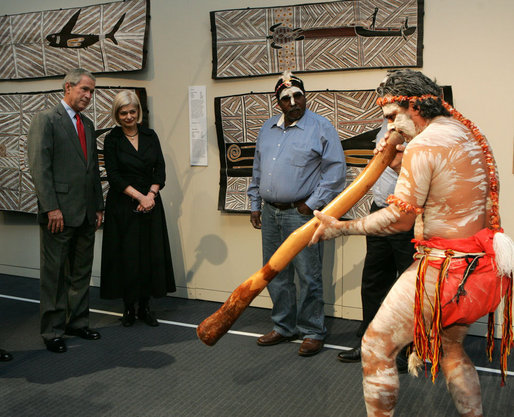
澳洲土著音乐表演

有着4万年历史的传统音乐构成了澳大利亚原住民和托雷斯海峡岛民社会、文化和仪式的一部分。这些音乐传统体现于部分澳大利亚原住民所特有的表演以及独特的乐器，但同时也包括与整个澳洲大陆，甚至是世界其它地方共通的音乐要素。托雷斯海峡岛民的文化与邻近的新几内亚地区的文化有关，因此他们的音乐也与此相关。音乐是澳大利亚原住民文化传承的一个重要部分。
澳大利亚原住民使用的传统乐器包括：Didgeridoo（一种气鸣乐器），Clapstick（一种打击乐器），桉树叶以及吼板。

## 欧洲

### 德国
2008年，考古学家在德国乌尔姆附近的 Hohle Fels 洞穴发现了一支骨笛。这支五孔笛子的原材料取自秃鹰的翅骨，它有一个 V 形的吹口。相关研究人员在2009年6月的《自然》杂志上正式宣布了他们的发现。这支骨笛是在该地区发现的几件类似的乐器之一，它们的年代至少在3.5万年前，这使得它成为已知的最古老的乐器之一。Hohle Fels 骨笛是在 一个人造小雕像旁边发现的，它离已知最古老的人造雕刻不远。科学家在这个发现的宣告中写道，“这些发现表明，在现代人类进入欧洲的时候，这里已经存在着一个完整的音乐传统。”科学家们还表示，笛子的发现可能有助于解释为什么早期人类能够生存下来，而尼安德特人却灭绝了。

### 希腊

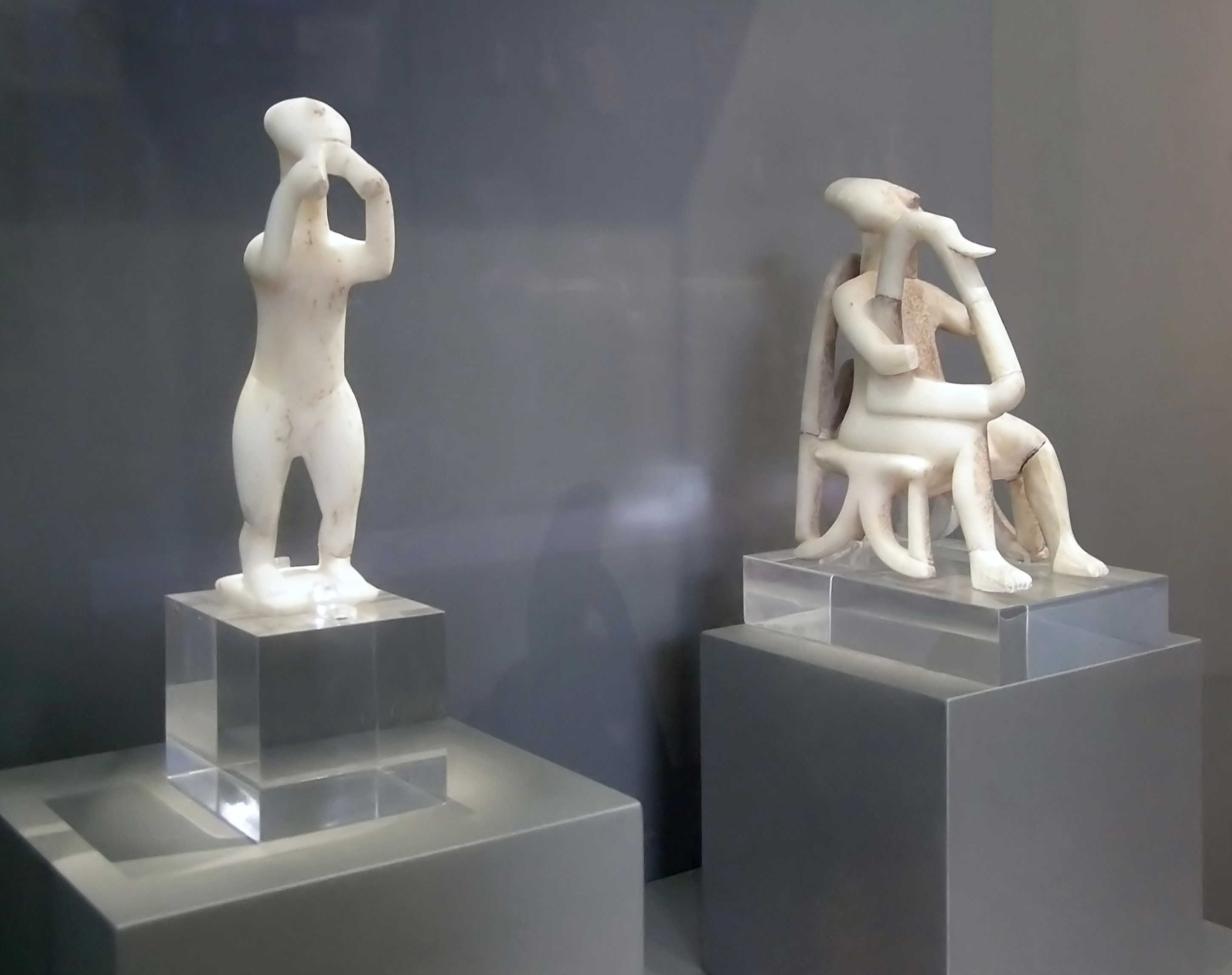
在希腊克罗斯岛发现的吹奏者和琴手雕像

19世纪，人们在希腊克罗斯岛的一个墓葬中发现了两座新石器时代晚期的大理石雕像，它们是基克拉泽斯文明（公元前2900-2000年）的产物。这两座雕像描绘了一个站立的阿夫洛斯管演奏者和一个坐着的里拉琴或竖琴乐手。竖琴手高约23厘米，年代约为公元前2700-2500年。他们仰着头，神态专注，带有强烈的感情色彩。这些雕像人物的含义尚不清楚；也许它们被用来驱除邪灵，或是具有宗教意义，或作为玩具，或是对神话人物的描绘。

### 爱尔兰
2003年，在爱尔兰的威克洛发现了距今最久远的木笛，根据放射性碳定年法，它们的历史大约为公元前2167±30年。这些笛子由衫木制成，一共6支，长度介于30-50cm之间。笛子的一段呈锥形，但没有可供手指嵌入的孔洞。也许它们曾经是束在一起演奏的。

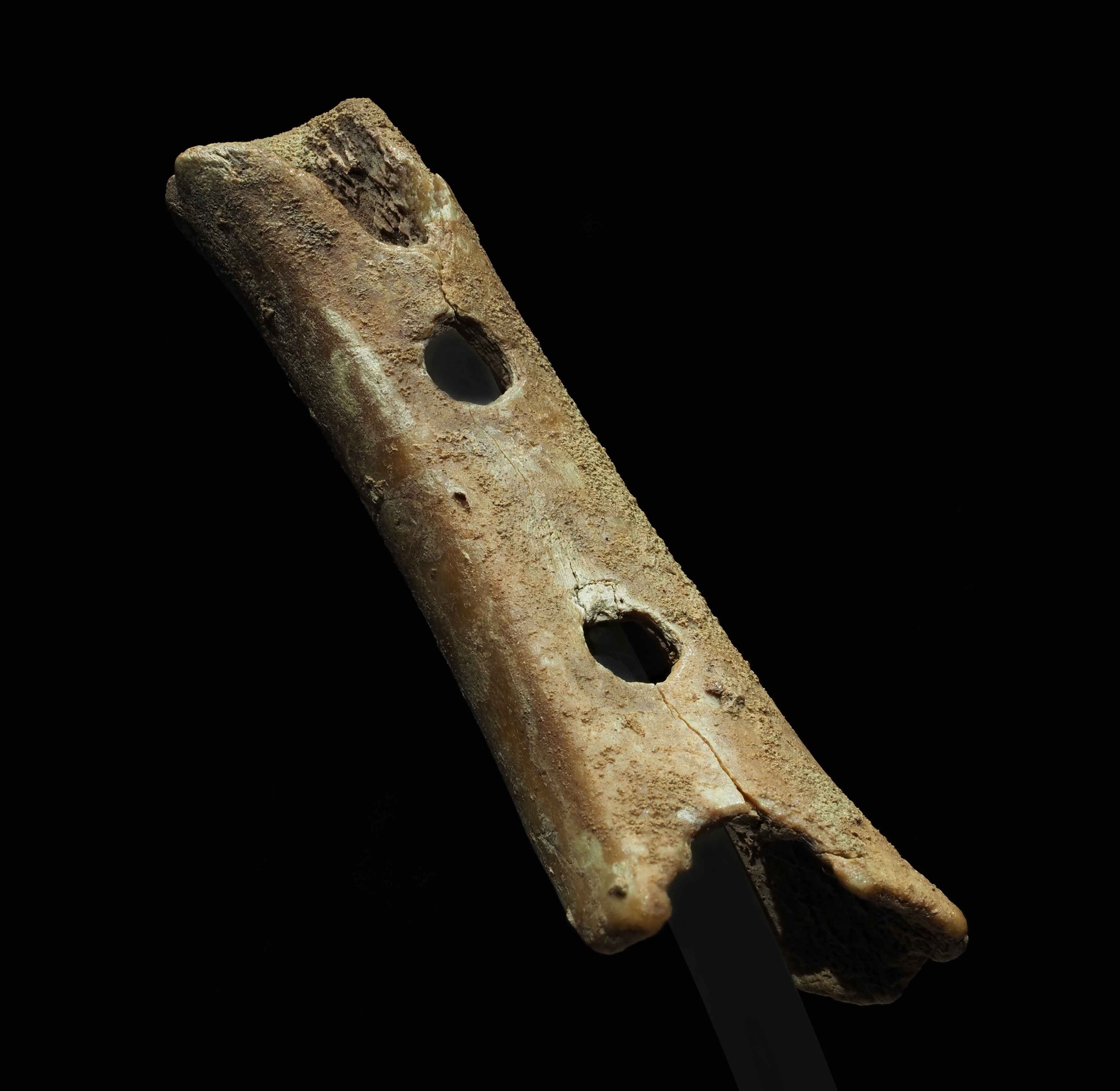
尚有争议的 Divje Babe 长笛，出土于斯洛文尼亚，距今43000年

### 斯洛文尼亚
人们在斯洛文尼亚发现了已知最早的笛子，它被称为 Divje 贝贝长笛，它在1995年出土于斯洛文尼亚的切尔克诺山。它的原材料可能来自一只幼年洞熊的股骨，年代大约可追溯到43000年前。对于这个文物，直到现在仍存在有许多争议，有人认为这支“笛子”可能仅仅是一根被食肉动物啃食过的骨头。2012年，对于不久前在 Geissenklösterle 洞穴发现的几支笛子进行的高精度碳测年显示，它们的年代大约距今42000-43000年之间。

## 美洲

### 加拿大
几千年来，在加拿大的土地上一直居住着不同文化和语言的原住民，他们都有着各自的音乐传统，并保留至今。除了歌唱和吟诵，表演者们也使用多种乐器。在欧洲殖民者到达之前，原住民的乐器制造已经持续了数千年之久。他们把葫芦和动物的角做成沙铃，这些沙铃上有精美的雕刻和彩绘。在森林地区，原住民用桦树皮做角，同时用鹿角和木头雕刻成鼓槌。鼓一般由雕刻的木头和动物的皮做成。这些乐器可以为歌曲和舞蹈提供背景。